# Малінді
Малі́нді (суах. та англ. Malindi; також відоме порт. Melinde) — кенійське портове місто у колишній Прибережній провінції.

## Географія
Місто розташоване на узбережжі Індійського океану в бухті з тією ж назвою біля гирла р. Ґалана (Galana), оточене кораловими рифами, що творять природний захист Малінді від океанських штормів.
Місто розташоване на відстані 120 км на північний схід від адміністративного центра Прибережної провінції м.Момбаса.

### Клімат
Місто знаходиться у зоні, котра характеризується кліматом тропічних саван. Найтепліший місяць — березень із середньою температурою 28.3 °C (83 °F). Найхолодніший місяць — липень, із середньою температурою 25 °С (77 °F).
| Клімат Малінді          | Клімат Малінді | Клімат Малінді | Клімат Малінді | Клімат Малінді | Клімат Малінді | Клімат Малінді | Клімат Малінді | Клімат Малінді | Клімат Малінді | Клімат Малінді | Клімат Малінді | Клімат Малінді | Клімат Малінді |
| Показник                | Січ.           | Лют.           | Бер.           | Квіт.          | Трав.          | Черв.          | Лип.           | Серп.          | Вер.           | Жовт.          | Лист.          | Груд.          | Рік            |
| Абсолютний максимум, °C | 40             | 38             | 37             | 38             | 39             | 37             | 37             | 33             | 37             | 38             | 38             | 38             | 40             |
| Середній максимум, °C   | 29             | 30             | 30             | 30             | 28             | 27             | 26             | 26             | 27             | 28             | 29             | 30             | 28             |
| Середня температура, °C | 27             | 27             | 28             | 27             | 26             | 25             | 25             | 25             | 25             | 26             | 27             | 27             | 26             |
| Середній мінімум, °C    | 25             | 25             | 26             | 25             | 24             | 23             | 23             | 22             | 22             | 23             | 24             | 25             | 24             |
| Абсолютний мінімум, °C  | 17             | 18             | 20             | 20             | 17             | 16             | 15             | 12             | 16             | 18             | 20             | 17             | 12             |
| Норма опадів, мм        | 29             | 14             | 68             | 126            | 25             | 10             | 12             | 9              | 29             | 66             | 86             | 104            | 578            |
| ----------------------- | -------------- | -------------- | -------------- | -------------- | -------------- | -------------- | -------------- | -------------- | -------------- | -------------- | -------------- | -------------- | -------------- |
| Джерело: Weatherbase    |                |                |                |                |                |                |                |                |                |                |                |                |                |

## Демографія
Населення Малінді за даними перепису 1999 року становить 117.735 чол.. Це разом з дистриктом. У само́му місті, за оцінкою на сер. 2000-х, проживало бл. 70 000 осіб.
Основу населення міста становлять люди суахілі, представники інших бантумовних народів — покомо і міджікенда, зокрема, гір'яма.

## Управління
Муніципальна рада Малінді об'єднує такі 13 підпорядкованих районів (кварталів/окремих поселень): Barani, Ganda/Mkaumoto, Gede, Gede North, Gede South, Kijiwetanga, Madunguni, Malimo, Malindi Central, Malindi North, Maweni, Shella, Watamu. Всі вони знаходяться у віданні м. Малінді..
Міський голова Малінді — Мохамед Менза (Mohamed Menza).

## Історія
Сучасні археологічні знахідки дозволяють припускати, що вже з ІХ ст. на території сучасного Малінді існували рибацькі поселення, близькі за культурою до таких же у теперішніх покомо.
Малінді відоме як прибережне поселення узбережжя Суахілі з XIV століття. Деякий час Малінді навіть суперничало з Момбасою за домінування в цій частині Східної Африки. Традиційно Малінді було портовим містом з іноземними представниками.
У 1414 році Малінді відвідав знаменитий китайський мандрівник Чжен Хе. З цієї нагоди місцевий ватажок надіслав йому особисту охорону, а в подарунок до Китаю спорядив на корабель жирафа.
Флот португальського мореплавця Васко да Гами прибув до Малінді 14 квітня 1499 року, під час першої європейської експедиції, що відкрила морський шлях до Індії. На відміну від інших міст на африканському узбережжі, таких як Мозамбік і Момбаса, в Малінді португальцям вдалось встановити дружні відносини з місцевим султаном. Вони отримали від нього свіжі фрукти та іншу провізію, а головне — султан надав португальській експедиції досвідченого шкіпера, який провів флотилію Васко да Гама від Малінді через Індійський океан до малабарського узбережжя Індії . Тоді ж португальцями в місті було встановлено падран, репліка якого існує донині. Вже у наступних роках португальці заснували в Малінді торговельну місію, а місто відтоді часто правило гаванню зупинки суден, що подорожували з Європи до Індії і навпаки. У 1541 році в місті декілька місяців проживав відомий єзуїтський місіонер Франциск Ксав'єр.
Приблизно у 1630 році місто підпадає під владу Португалії, і в подальшому його доля багато в чому спільна з такою ж у Момбаси.
У теперішній час Малінді є значним туристичним осередком, що особливо полюбилося туристам із Італії.

## Визначні пам'ятки
До наших днів в неушкодженому стані зберіглося чимало з давньої суахілійської забудови (Старе місто), включно з головною мечеттю і палацом на пляжі.
На південь від Малінді збереглися середньовічні руїни Ґеде (Gede).

## Економіка і транспорт
Переважна більшість населення Малінді і прилеглих територій живе з аграрного сектора і рибальства, однак базовою галуззю економіки міста є однозначно туризм, у першу чергу, міжнародний. Найвизначніший курорт — Ватаму (Watamu) з Національним морським парком, поблизу з Малінді.
Транспортна сфера представлена автобусним і автомобільним сполученням з Момбасаю і Ламу, опосередковано зі столицею Найробі. Проте головне значення, звичайно, має аеропорт Малінді (внутрішні авіарейси).
У відкритому морі неподалік Малінді розташована платформа-космодром Broglio Space Port, з якої у співробітництві з NASA італійське космічне відомство здійснює запуск літальних апаратів.

## Галерея

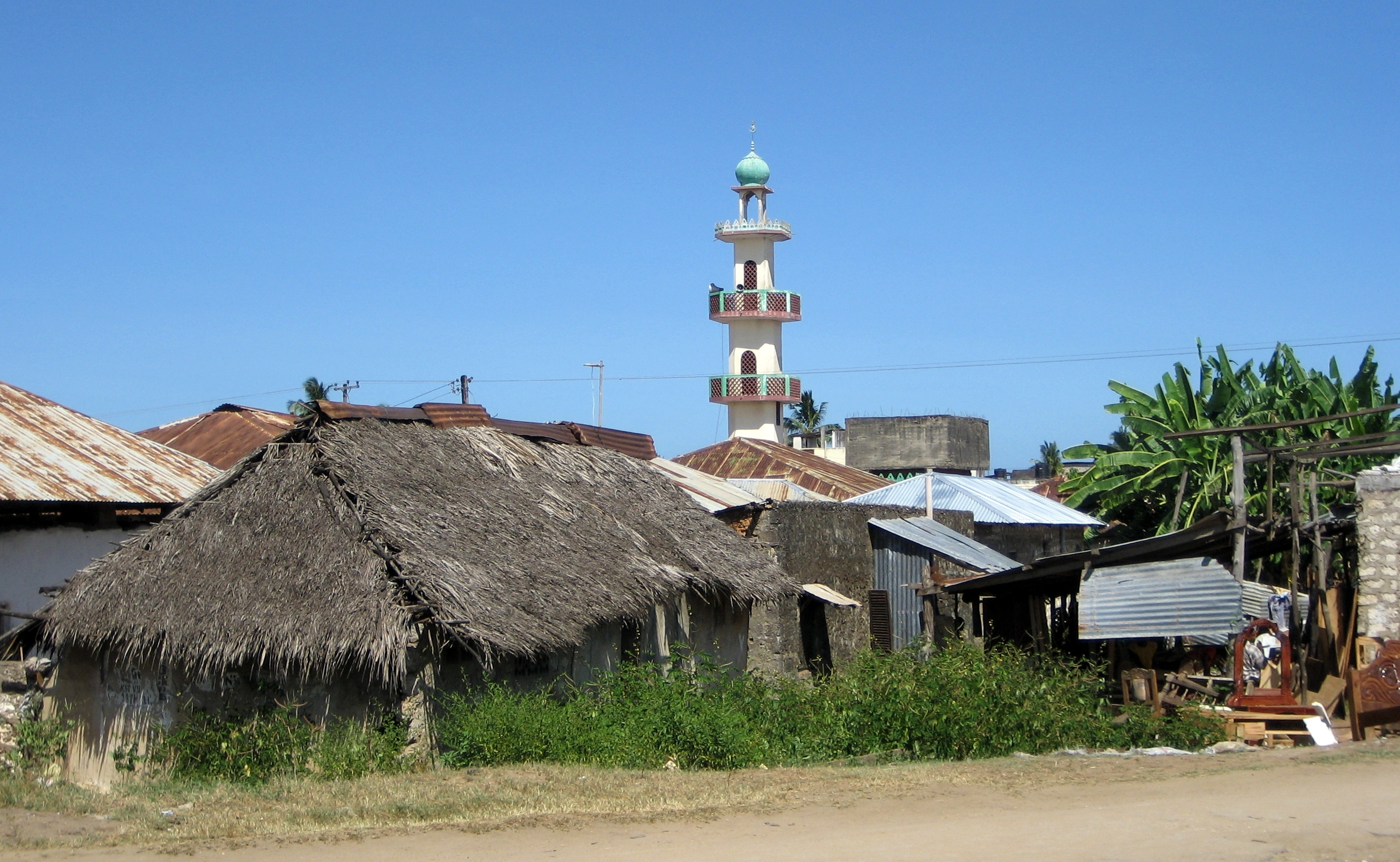
Вигляд старої частини міста
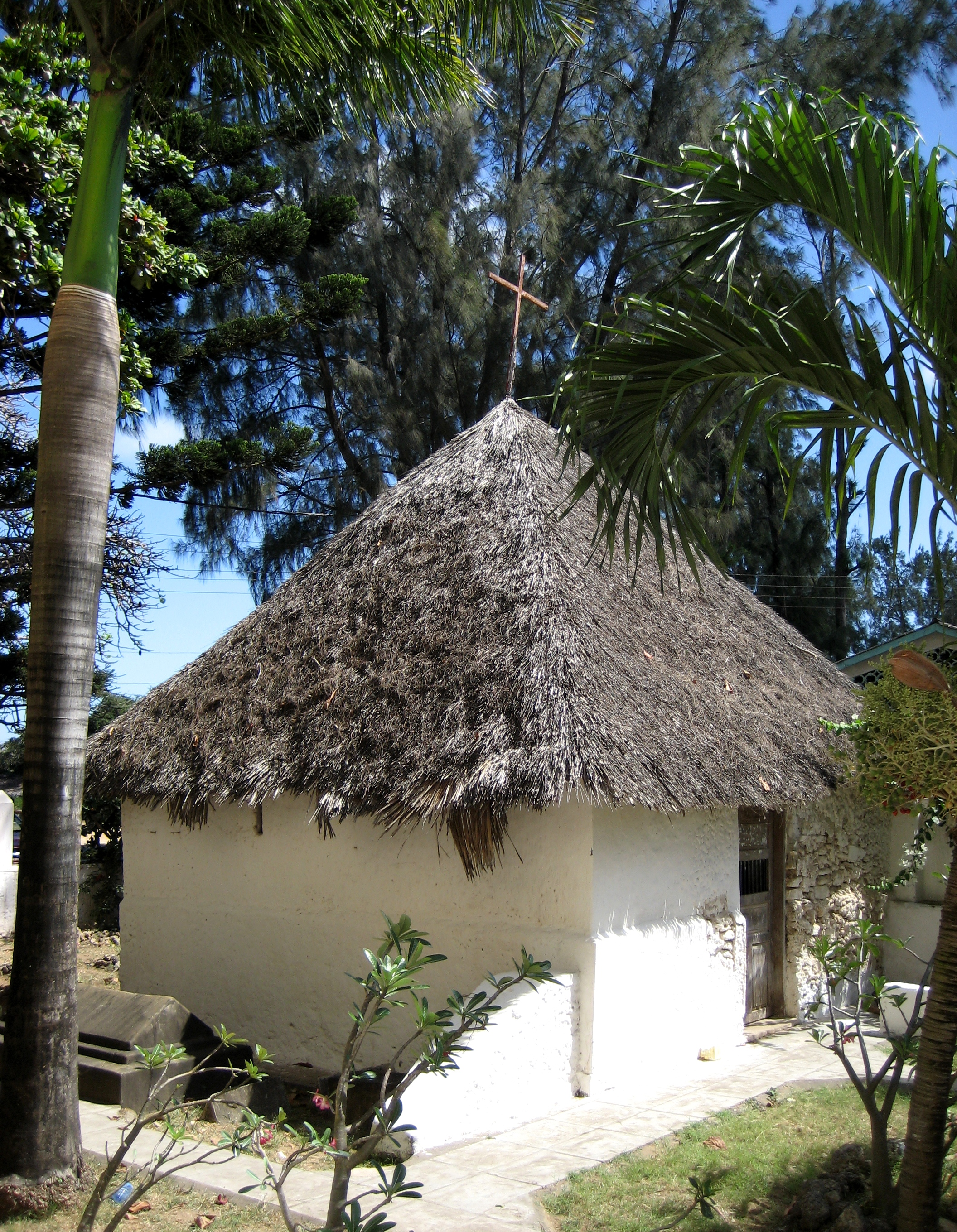
Португальська християнська церква
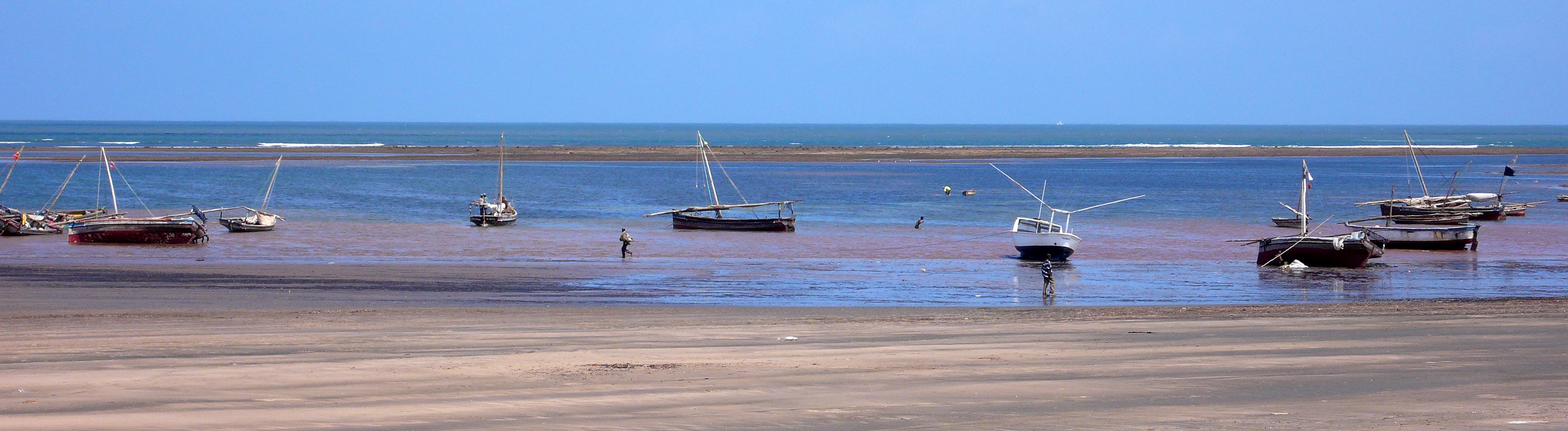
Рибацькі човни на пляжі в Малінді, 2007